# Füllbruch-Vokkenau
Das Landschaftsschutzgebiet Füllbruch-Vokkenau ist ein Teil des Bruchwaldgebiets der Kinzig-Murg-Rinne in Karlsruhe. Es hat eine Fläche von 372,0 Hektar (Schutzgebietsnummer 2.12.010), nach anderer Angabe 431,3 Hektar.

## Lage und Charakteristik

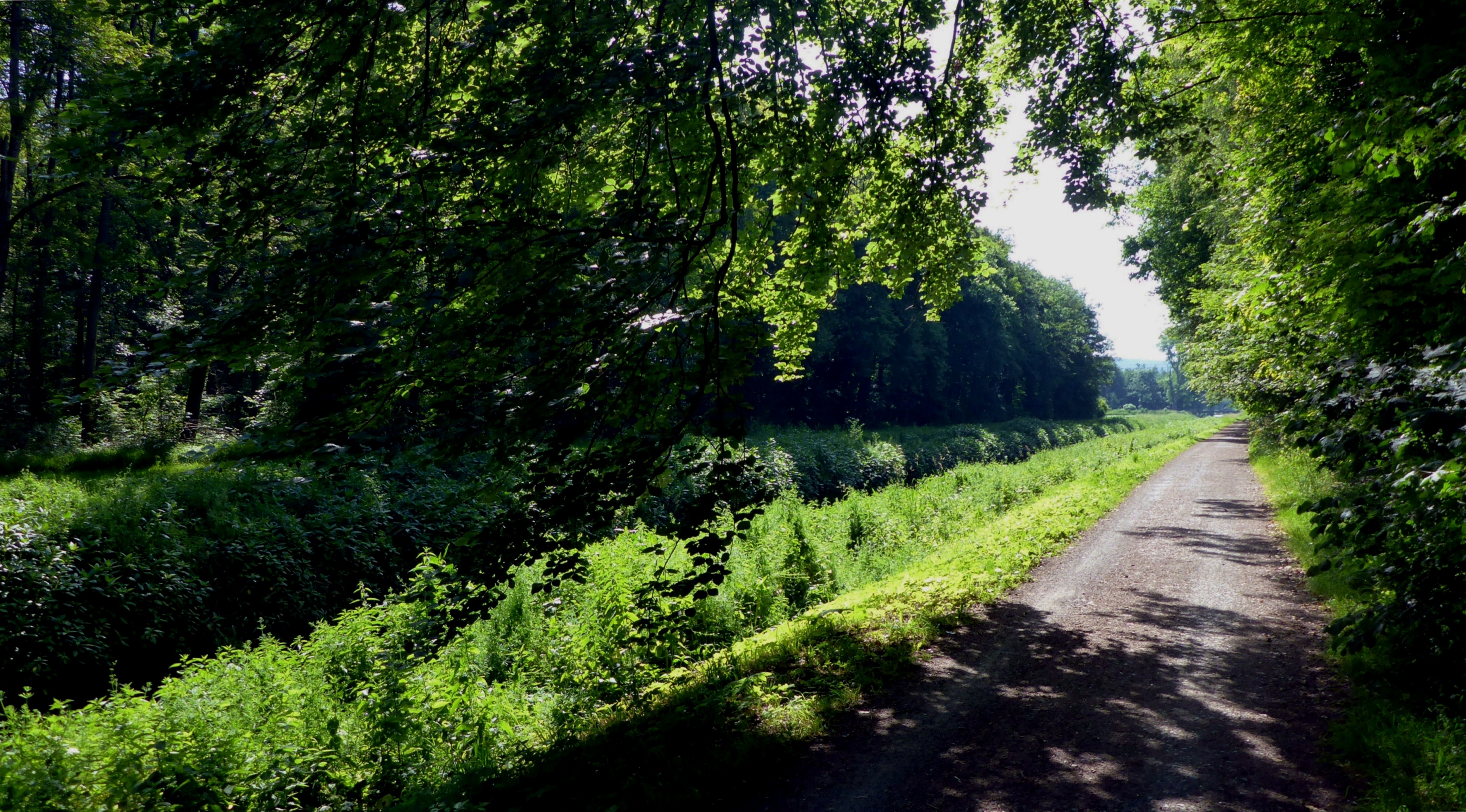
Am Pfinz-Entlastungskanal in der Vokkenau

Das Gebiet liegt östlich von Büchig (Teil von Blankenloch in der Stadt Stutensee im Landkreis Karlsruhe), jedoch auf dem Gebiet der Stadt Karlsruhe, dessen Wohngebiet Reitschulschlag im Stadtteil Hagsfeld südwestlich anschließt. Durch das Gebiet verläuft die Autobahn 5.
Das Landschaftsschutzgebiet wird von einem Feuchtwald mit Ausprägungen des Erlenbruchwalds, Erlen-, Eschen- und Hainbuchenwalds sowie Offenland in der Vokkenau mit Wiesen, Streuobstwiesen, Äckern und Gärten gebildet. Das Gebiet durchziehen zahlreiche natürliche und künstlich angelegte Gewässer wie die Alte Bach und die Pfinz, der Pfinz-Entlastungskanal, der Gießbach, der Beungraben, der Weidgraben und der Füllbruchgraben. Der Füllbruch ist als Schutzwald ausgewiesen.
Bei außergewöhnlichem Hochwasser der Pfinz kann der Füllbruch als Retentionsraum für 2 Millionen Kubikmeter Wasser genutzt werden. Die Zuführung des Wassers erfolgt über den Pfinz-Entlastungskanal im Süden; der Polder entleert über die Pfinz-Überleitung im Norden.

## Toponymie und Geschichte
Der Name des Landschaftsschutzgebiets setzt sich aus der Bezeichnung der Gewanne Füllbruch und Vokkenau zusammen. Beide Namen lassen sich für das 16. Jahrhundert belegen, als das Gebiet zur Stadt Durlach gehörte. Vokkenau (auch Vockenau oder Fockenau) wird auf den altdeutschen Männernamen Focko zurückgeführt. Füllbruch wird von Fohlen abgeleitet und verweist auf die frühere Nutzung als Durlacher Viehweide. Noch im 19. Jahrhundert wurden Teile des Füllbruchs landwirtschaftlich genutzt.
Landschaftsschutz besteht seit dem Januar 1988.